# Vassili Jukovski
Vassili Jukovski (rus: Василий Андреевич Жуковский)  (Miszenskòie, 29 de gener de 1783 (Julià) - Baden-Baden, 12 d'abril de 1852 (Julià)), nom complet amb patronímic Vassili Andréievitx Jukovski, fou un poeta rus. És considerat com l'importador del romanticisme a la poesia russa, tot influint escriptors com Lérmontov i Puixkin.

## Biografia
Fill del terratinent A.I. Bunin i d'una presonera turca que li havia estat regalada a aquest. Estudià a la Universitat Estatal de Moscou i, en acabar els estudis, s'abocà de ple a la vida literària. Durant la guerra antinapoleònica lluità com a voluntari i dedicà diverses poesies patriòtiques a l'esdeveniment.
Molt aviat guanyà la reputació del millor poeta rus i de personatge important i respectat. El període de major eclosió creador comprèn els anys de la dècada de 1810 i començament dels 20. Des de 1815 és professor de rus de la tsarina, i, des de 1826 fins a 1841, preceptor del fill de Nicolau I, el futur Alexandre II. Posseïa un gran carisme personal, que va utilitzar sovint per protegir els poetes joves i per suavitzar el destí d'intel·lectuals caiguts en desgràcia (entre d'altres, Puixkin, íntim amic seu).
Se'l considerava un dels pares del romanticisme rus, que desenvolupà a partir del sentimentalisme introduït per Nikolai Karamzín (1766-1826). Gran innovador de les formes mètriques i estròfiques i creador d'un llenguatge tendent a la melodia i a la sonoritat, adequat a la descripció dels estats anímics. Un dels primers poetes paisatgistes russos. Desgraciat en la vida personal, el rerefons de la seva poesia és el sentiment d'insatisfacció i pessimisme i la fugida a través de l'art i de les vivències íntimes. El caracteritzen el to elegíac i la preferència pel gènere lírico-èpic de la balada.
El problema que es presenta en seleccionar exemples de l'obra de Jukovski és que una gran part d'aquesta es compon de traduccions. Que no minven els mèrits poètics seus, ans al contrari. A través d'ells Jukovski efectuà un treball d'elaboració poètica que representa un punt important dins l'evolució de la poesia russa. Es tractava d'un d'aquests temperaments que sovint es troben més còmodes manipulant el llenguatge per recrear idees d'altres que no pas elaborant-ne de pròpies.

## Obra
- A ella (1819)
- Svetlana
- Cançó (1816)
- El mar (1822)